# Jakub Woś
Jakub Woś (ur. 9 marca 1993 w Rzeszowie) – polski siatkarz, grający na pozycji libero. Reprezentant Polski Kadetów i Juniorów. Student Politechniki Rzeszowskiej na kierunku logistyka.

## Sukcesy klubowe

### młodzieżowe
Mistrzostwa Polski Młodzików:
- 2008

Mistrzostwa Polski Kadetów:
- 2009, 2010
- 2011
- 2012

Ogólnopolska Olimpiada Młodzieży:
- 2010

### seniorskie
Mistrzostwo Polski:
- 2013

## Nagrody indywidualne
- 2012: Najlepszy libero Mistrzostw Polski Juniorów